# Arikarakriget

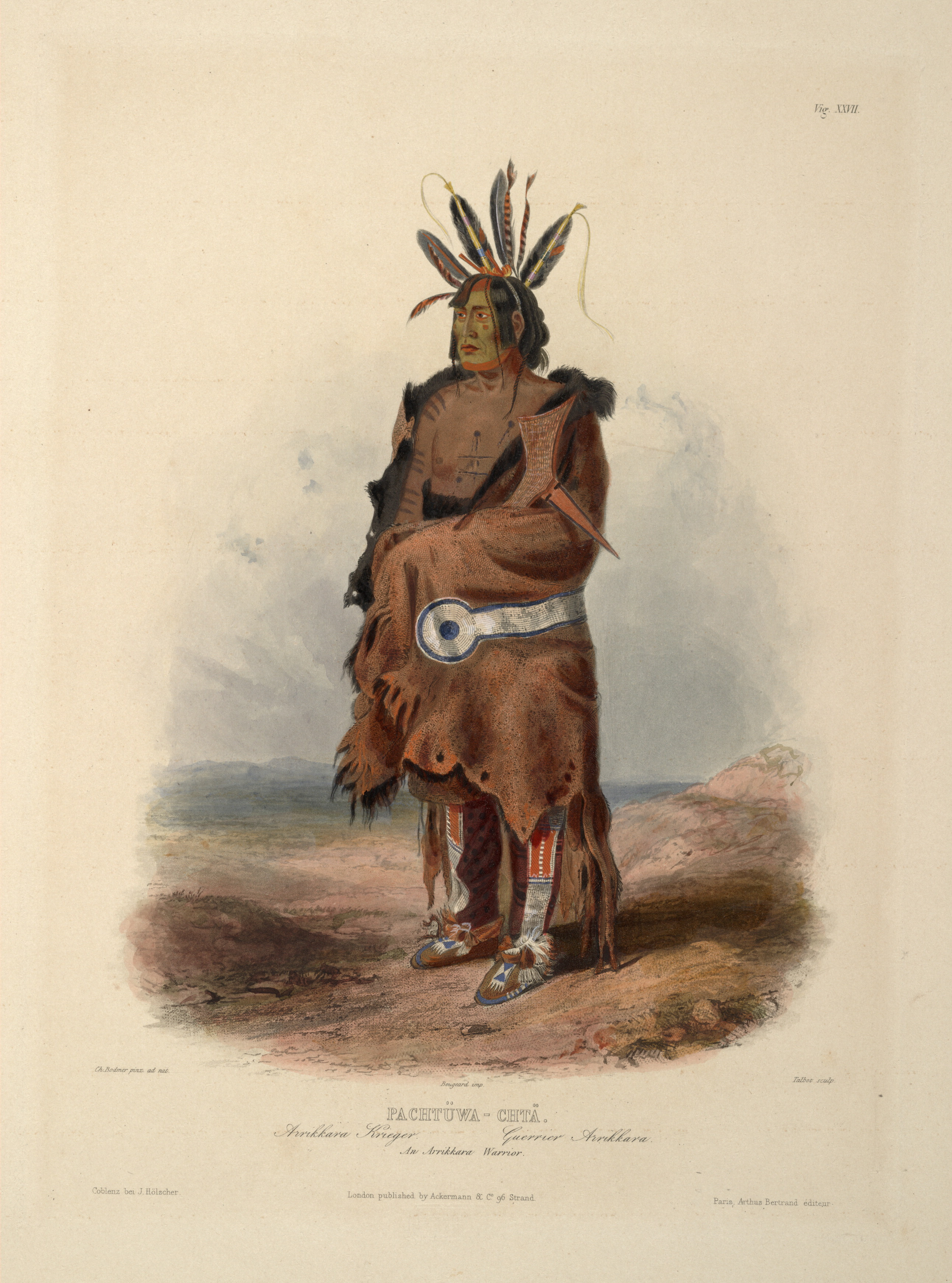
Arikarakrigare. Målning av Karl Bodmer.

Arikarakriget kallas de strider som ägde rum 1823 mellan indianfolket arikara å ena sidan och U.S. Army och indianfolket siouxer å den andra i nuvarande South Dakota.

## Stridernas utbrott
Tidigt på sommaren 1823 anlände en av William Ashley ledd pälshandelsbrigad från Rocky Mountain Fur Company till de två stora arikarabyarna nära Cottonwood Creeks utflöde i Missourifloden. Handelsutbytet gick dåligt och ett bråk om en indiankvinna resulterade i att en av Ashleys män blev dödade och arikara uppretade. På morgonen den 2 juni öppnade arikara eld med engelska musköter från sina befästa byar mot pälshandlarnas läger och dödade tolv och sårade elva av Ashleys män. De överlevande ilastade sina båtar och flydde nedströms. 

## Motiven
Motivet för arikaras anfall var handelspolitiskt. Arikara spelade en nyckelroll i prärieindianernas handelsnätverk, som mäklare och mellanhänder, och de ville inte att de amerikanska handelsmännen skulle få direkt tillträde till den norra präriens indianer.

## Amerikansk straffexpedition
En militär straffexpedition under överste Henry Leavenworth organiserades. Staffexpeditionen bestod av 230 reguljära soldater från Sixth United States Infantry, 40 pälsjägare och 80 av Ashleys pälshandlare. Den 30 juli började de framryckningen uppströms Missourifloden. Under framryckningen förenade sig 750 siouxkrigare med dem. Den 9 augusti anföll siouxerna arikara, som flydde tillbaks till sina byar. Armén påbörjade då en flera timmar lång artilleribeskjutning, som dock gjorde föga verkan mot de välbefästa indianbyarna och få arikara blev skadade. Sedan eld-upphör blåsts och underhandlingar påbörjats flydde arikara norrut. Dagen därpå brändes byarna ner.

## Arikara återvänder
Sedan straffexpeditionen retirerat återvände arikara och byggde upp sina byar igen.

### Webbkällor
- William Ashleys brev den 4 juni 1823 med en berättelse om de första striderna 2010-03-26
- General William Ashley  2010-03-26
- Ashley's fur trappers attacked by Indians 2010-03-26
- Leavenworth Monument 2010-03-26
- "The Regulars" History of the 6th U.S. Infantry 2010-03-26